# Internationaler Gaddafi-Preis für Menschenrechte
Der Internationale Gaddafi-Preis für Menschenrechte war eine von 1989 bis 2010 jährlich vergebene Auszeichnung, gestiftet von und benannt nach dem damaligen libyschen Machthaber Muammar al-Gaddafi. Vergeben wurde der Preis nach Angaben der Organisation unter anderem an Personen, die sich dem friedlichen Kampf für die Freiheit von Menschen und Einhaltung der Menschenrechte verpflichtet hätten und gegen rassistische Diskriminierung kämpften.
Der Preis wurde in den ersten Jahren von der Schweizer Nichtregierungsorganisation (NGO) Nord-Süd XXI auf Mandatsbasis gemanagt. Deren Aufgabe war es, unter anderem, Preisträger vorzuschlagen. Genannte NGO wurde von der Schweizer Stiftung Institut Nord-Sud pour le dialogue interculturel unterstützt, als deren Vizepräsident Jean Ziegler von 2002 bis 2009 fungierte. Dieser bezeichnete den Gaddafi-Menschenrechtspreis als „Anti-Nobelpreis der Dritten Welt“. Damalige Medienberichte, wie zum Beispiel der Nachrichtenagentur UPI oder dem Time Magazine, er habe der Preisjury angehört, weist er heute als „objektiv falsch“ zurück. Auch den ihm selbst 2002 zugesprochenen Preis habe er abgelehnt. Der NZZ zufolge soll Ziegler allerdings bereits 1989 als Mitglied nicht nur des Preiskomitees, sondern auch des siebenköpfigen Exekutivbüros der Preisauslober genannt und noch im September 2010 als Mitglied des Exekutivbüros aufgeführt worden sein.

## Liste der Preisträger
| Jahr | Preisträger |
| ---- | --- |
| 1989 | Nelson Mandela („The Great African freedom-fighter President Nelson Mandela“) |
| 1990 | „Kinder der Steine im besetzten Palästina“ („The Children of stones in Occupied Palestine“) |
| 1991 | Ureinwohner Amerikas („The Red Indians (for the struggle of the Indian Nation)“) |
| 1992 | African Centre for Combating Aids |
| 1993 | „Kinder Bosnien und Herzegowinas“ („The victim children of Bosnia & Herzegovina“) |
| 1994 | Union of Human Rights Societies and Peoples in Africa |
| 1995 | Ahmed Ben Bella, Francisco da Costa Gomes |
| 1996 | Louis Farrakhan |
| 1997 | Gracelyn Smallwood, Melchior Ndadaye, Melba Hernandez, Manal Younes Abdul-Razzak, Doreen McNally |
| 1998 | Fidel Castro |
| 1999 | „Kinder des Iraks“ |
| 2000 | Souha Bechara, Joseph Ki-Zerbo, Evo Morales, Septemberbewegung, Third World Center |
| 2002 | Mamado Diaye, Roger Garaudy, Ibrahim al-Koni, Jean Ziegler, Nadeem Albetar, Ali M. Almosrati, Khaifa M. Attelisie, Mohamed A. Alsherif, Ali Fahmi Khshiem, Rajab Muftah Abodabos, Mohamed Moftah Elfitori, Ali Sodgy Abdulgader, Ahmed Ibrahim Elfagieh |
| 2003 | Schenuda III. |
| 2004 | Hugo Chávez |
| 2005 | Mahathir bin Mohamad |
| 2006 | Jefferson Grosz |
| 2007 | Bibliotheken von Timbuktu |
| 2008 | Dom Mintoff |
| 2009 | Daniel Ortega |
| 2010 | Recep Tayyip Erdoğan |